# Сухорабовка (Северо-Казахстанская область)
Сухорабовка (каз. Сухорабовка) — село в районе Шал акына Северо-Казахстанской области Казахстана. Административный центр Сухорабовского сельского округа. Код КАТО — 595653100.
Расположено в 45 км к юго-востоку от районного центра — города Сергеевка.

## История
Основано в 1911 году переселенцами из Полтавской губерний. В 1929 году был организован колхоз «Марс», в 1963—1996 годах село было центральной усадьбой совхоза имени Быковского. В 1996 году на базе совхоза было организовано коллективное предприятие.

## Население
В 1999 году население села составляло 1076 человек (526 мужчин и 550 женщин). По данным переписи 2009 года, в селе проживало 649 человек (315 мужчин и 334 женщины).